# Davidson
Davidson je priimek več oseb:
- Alexander Elliott Davidson, britanski general
- Arthur Davidson, Walter Davidson, William A. Davidson: soustanovitelji ameriške tovarne motornih koles
- Donald Davidson (1917-2003), ameriški analitični filozof
- Donald (Grady) Davidson (1893-1968), ameriški pesnik in pisatelj
- Douglas Stewart Davidson, britanski general
- Francis Henry Norman Davidson, britanski general
- Kenneth Chisholm Davidson, britanski general